# 川中汤氏宗祠
川中汤氏宗祠，是位于中国福建省宁德市周宁县咸村镇川中村的一个清代古建筑，2016年入选周宁县第四批文物保护单位。
川中汤氏宗祠始建于清朝顺治年间，嘉庆五年（1800年）重建，道光四年（1824年）、民国三年（1914年）、2000年多次重修，建筑坐东向西，建筑面积362.4平方米，由戏楼、天井、大厅组成。天井两侧有双层厢廊于戏台相连，二层厢廊栏壁有“二十四孝”故事浮雕。大厅面阔五间14.5米，进深六柱13.6米，高9.7米，穿斗抬梁式减中柱砖木结构，硬山顶。宗祠前有众坪，设旗杆石两对，刻有“丙申科进士汤长源道光二十二年款”字样。门楼两侧有厨房、老人活动室。